# Feng er ti ta cai
Feng er ti ta cai (風兒踢踏踩), comercialitzada com a Cheerful Wind es una pel·lícula de drama romàntic de Taiwan del 1981 dirigida per Hou Hsiao-hsien, i protagonitzada per Kenny Bee, Anthony Chan i Fong Fei-fei, que ja havien protagonitzat la pel·lícula anterior del director, Jiu shi liu liu de ta.

## Argument
Hsing-hui és una assistent de fotografia que treballa en el rodatge d'un anunci a les illes dels Pescadors dirigit pel seu company i parella Lo Zai, originari de Hong Kong. Durant el rodatge, Hsing-hui coneix Chin-tai, un home cec de visita a l'illa i que és contractat per participar en l'anunci. Ambdós comencen una estreta amistat que finalment es converteix en un romanç.

## Repartiment
- Kenny Bee: Chin-tai
- Feng Fei-fei: Hsing-hui
- Anthony Chan: Lo Zai